# Milanówek
Milanówek (udtale:[mʲilaˈnuvɛk])  er en by der ligger i det østlige, centrale Polen, i den centrale vestlige  del af voivodskabet Masovien (Województwo mazowieckie) og har 16.490(2021) indbyggere og et areal på 13,52 km². Den er en af Warszawas forstæder, og en del af powiatet (amt) Grodzisk Mazowiecki.

## Historie
Milanówek opstod som by i slutningen af det 19. og begyndelsen af det 20. århundrede som et resultat af udstykning af jord, der tilhørte Michał Lasocki, og som ligger langs Warszawa-Wien-jernbanen.
Siden begyndelsen har Milanówek været et sommerferiested for velhavende indbyggere fra Warszawa, som oprettede overdådige sommerhuse, der ofte, når ejerne besluttede at flytte permanent, blev forvandlet til storslåede villaer. Den mest berømte af de tidlige feriegæster var den polske forfatter, Boleslaw Prus. En anden fast beboer i byen var billedhugger Jan Szczepkowski.